# Иоганесфельд
Иоганесфе́льд — село в Безенчукском районе Самарской области России. Входит в состав сельского поселения Ольгино.

## География
Село расположено на расстоянии 46 км к юго-западу от посёлка городского типа Безенчук, административного центра района, и 120 км к юго-западу от областного центра города Самара.

## История
Село основано в 1998 году. Первые семьи, основатели Иоганесфельда, прибыли в рамках российско-германской программы по поддержке немцев, переселяющихся в Россию из Казахстана и республик Средней Азии. Постановлением Правительства Российской Федерации от 6 июля 1999 года селу присвоено наименование Иоганесфельд.

## Население
| 1998 | 2010 | 2012 | 2013 | 2014 | 2015 | 2016 |
| ---- | ---- | ---- | ---- | ---- | ---- | ---- |
| 22   | ↗111 | ↗119 | ↗123 | ↗135 | ↗148 | ↗152 |